# Windmühle Bardowick

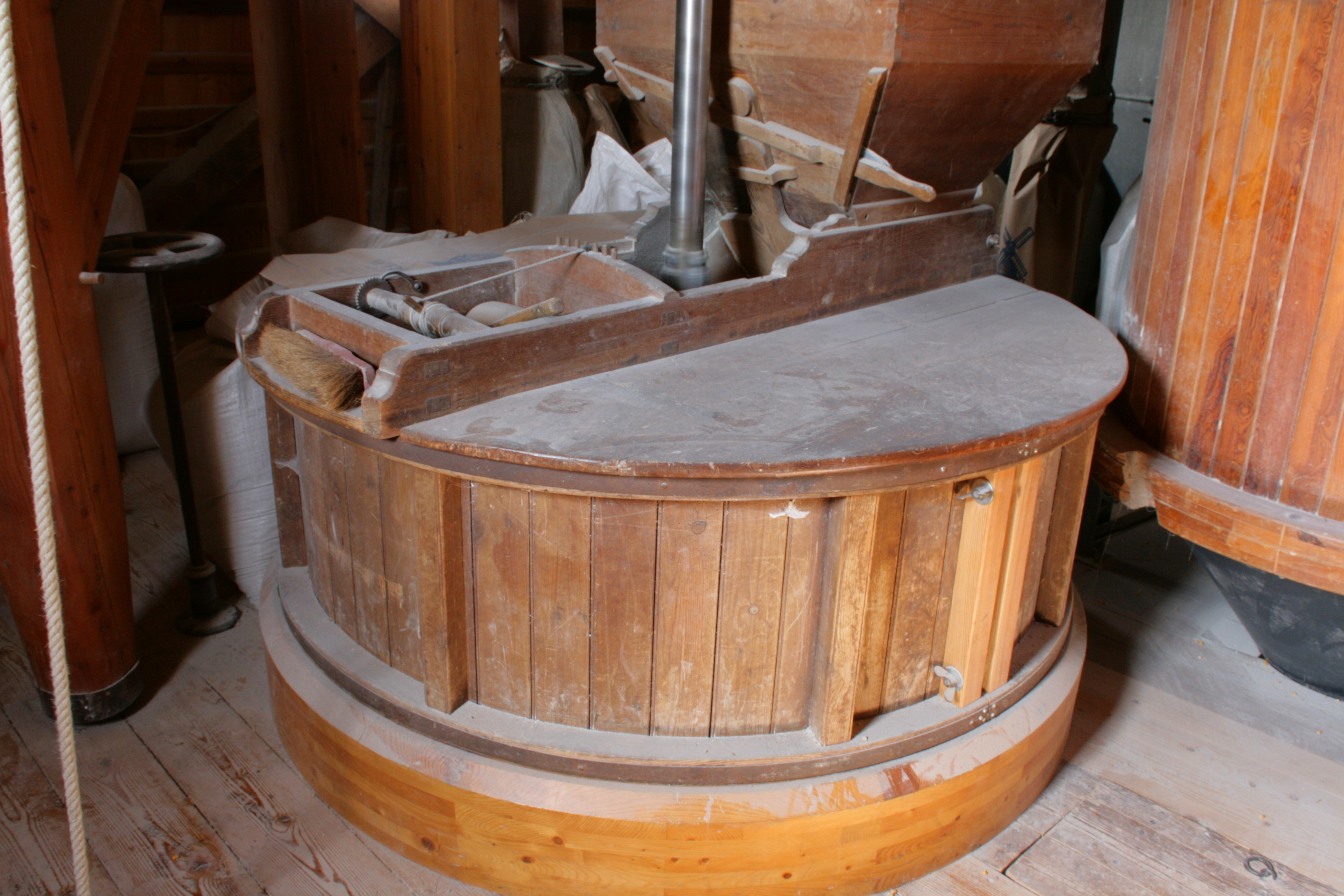
Mahlgang

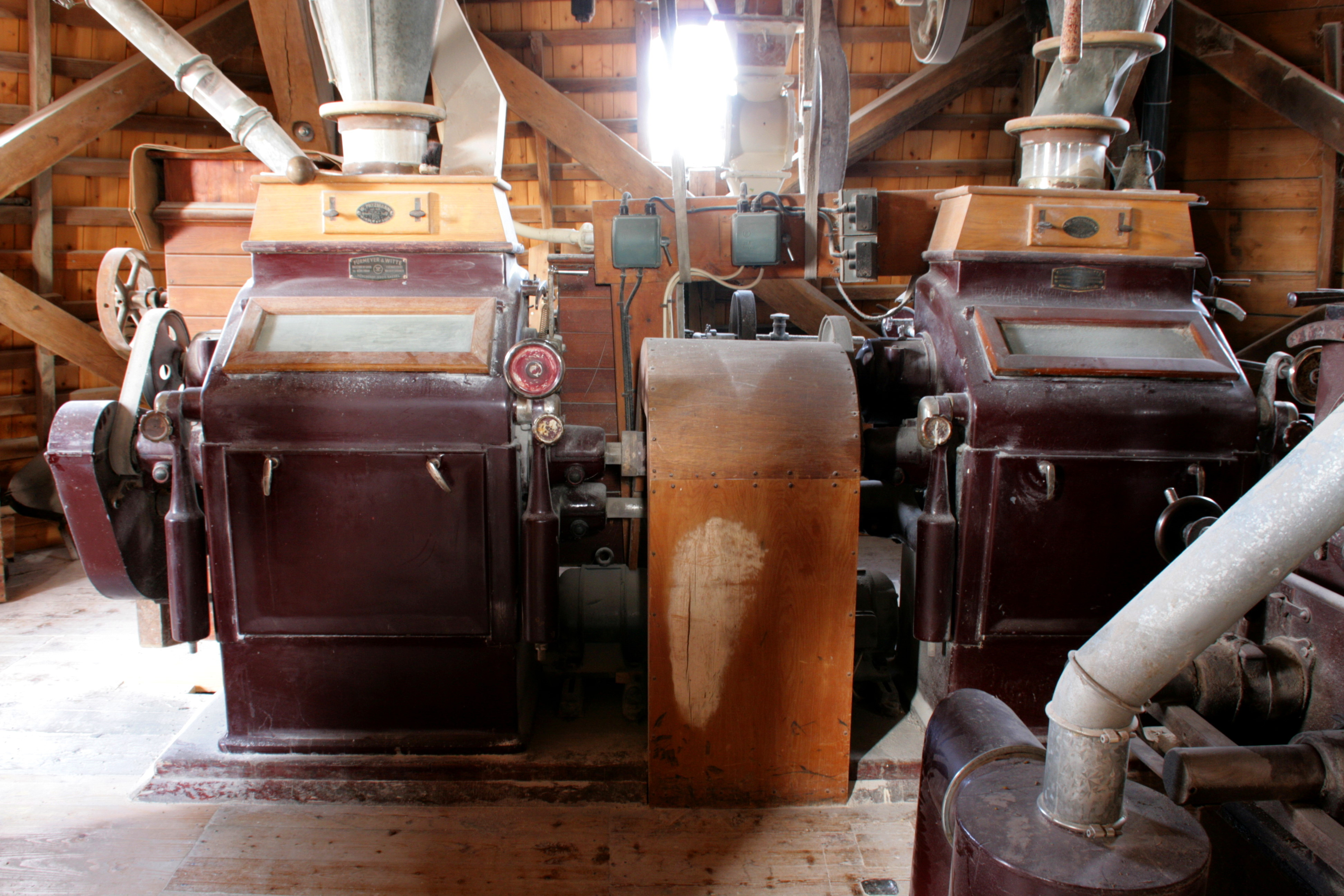
Schütttrichter

Die Windmühle in Bardowick, auch bekannt als Meyer’s Windmühle, ist eine einstöckige Galerieholländerwindmühle, die unter Denkmalschutz steht. Die Höhe der Mühle bis zum First beträgt etwa 18 m. Der Ten-Have-Flügel hat einen Durchmesser von etwa 23,5 m. Er liefert bei einer Windstärke von 6–7 circa 40 PS, wobei die Geschwindigkeit der Flügelspitzen ungefähr 70–80 km/h beträgt. Sie ist Teil der Niedersächsischen Mühlenstraße.

## Geschichte
Im Jahre 1813 überwand Johann Friedrich Meyer den jahrhundertelangen Widerstand Lüneburgs gegen den Bau einer Windmühle und errichtete am westlichen Rand von Bardowick eine holländische Windmühle. Dabei handelte es sich um einen Galerieholländer mit Segelflügeln, Steert und zwei Mahlgängen. Turm- und Kappeneindeckung erfolgten mit Reet. 1814 erhielt J. F. Meyer die Konzession und damit das Lebensrecht der Mühle.
1862 wurde eine Dampfmaschine eingebaut, um auch bei Windstille mahlen zu können. Die Segelflügel wurden durch Flügel mit Jalousieklappen ersetzt. Mühlenturm und Haube bekamen eine Eindeckung aus Naturschiefer, und eine Windrose ermöglicht die automatische Vordrehung der Flügel in den Wind. 1909 wurde die Mühle mit einer Drescherei verbunden. 1915 wurde ein Sauggasmotor eingebaut.
1928 wurde eine moderne Mehlmühle, bestehend aus einem Walzenstuhl, einem Mahlgang und einer Zentrifugalsichtmaschine, eingebaut.
In den Jahren 1938/1939 wurde eine Getreidereinigung eingebaut, und die Zentrifugalsichtmaschine wurde durch einen Plansichter ersetzt, der die Trennung von Schale und Mehlkern übernimmt. Nach dem Zweiten Weltkrieg befand sich die Mühle in einem schlechten Zustand. Nur wenige Reparaturen, wie der Ausbau des Flügelkreuzes, der Kappe, der Windrose und der Königswelle konnten vorgenommen werden. 1952 wurden die Maschinen auf elektrischen Antrieb umgerüstet und die Mühle erhielt ein Spitzdach.
Ende 1994 erfolgte ein Umbau, der wieder den Windbetrieb ermöglicht. Das neue Flügelsystem ist eine Entwicklung aus Holland, „Ten-Have-Klappen mit Fokken“, mit gutem Wirkungsgrad bei unkomplizierter Bedienung. Seitdem kann das Getreide entweder mit Windkraft oder, bei Windstille, elektrisch gemahlen werden.
Im Jahr 2000 wurde eine neue Mühlenreinigung mit diversen Reinigungsaggregaten eingebaut. Es schlossen sich Erweiterungen des Mühlenladens, der Bau eines Backhauses im Jahr 2005 und des Cafés „Meyer’s Cafe Mühle“ im Jahr 2011 an. Dieses Café wurde aus den Baustoffen zweier anderenorts zerlegter Scheunengebäude aus dem 19. Jahrhundert im Garten der Mühle aufgebaut.

## Heutige Nutzung
Auf 200 m² werden im Mühlenladen Naturkostprodukte, Futtermittel und Gartenbedarf verkauft. Dort und im Café werden darüber hinaus das im eigenen Holzbackofen gebackene „Mühlenbrot“ und Butterkuchen angeboten. Ca. 30 % des zu vermahlenden Getreides wird mit Windkraft verarbeitet. Damit ist die Bardowicker Windmühle als produzierendes technisches Denkmal heute eine der wenigen Mühlen, die gewerblich mit Windkraft mahlt.